# Waynesboro (Mississipi)
|  | Aquest article tracta sobre la població de Mississipi. Vegeu-ne altres significats a «Waynesboro». |

Waynesboro és una població dels Estats Units a l'estat de Mississipi. Segons el cens del 2000 tenia 5.197 habitants.

## Demografia
Segons el cens del 2000, Waynesboro tenia 5.197 habitants, 1.982 habitatges, i 1.335 famílies. La densitat de població era de 301,7 habitants per km².
Dels 1.982 habitatges en un 36,3% hi vivien nens de menys de 18 anys, en un 36,5% hi vivien parelles casades, en un 26,8% dones solteres, i en un 32,6% no eren unitats familiars. En el 29,6% dels habitatges hi vivien persones soles el 12,1% de les quals corresponia a persones de 65 anys o més que vivien soles. El nombre mitjà de persones vivint en cada habitatge era de 2,53 i el nombre mitjà de persones que vivien en cada família era de 3,12.
Per edats la població es repartia de la següent manera: un 29,5% tenia menys de 18 anys, un 10,9% entre 18 i 24, un 25,5% entre 25 i 44, un 20,1% de 45 a 60 i un 14% 65 anys o més.
L'edat mediana era de 33 anys. Per cada 100 dones de 18 o més anys hi havia 73,3 homes.
La renda mediana per habitatge era de 22.357 $ i la renda mediana per família de 27.754 $. Els homes tenien una renda mediana de 29.602 $ mentre que les dones 16.887 $. La renda per capita de la població era de 12.946 $. Entorn del 31,1% de les famílies i el 32,7% de la població estaven per davall del llindar de pobresa.

## Poblacions més properes
El següent diagrama mostra les poblacions més properes.